# دریاچه کوچوک
دریاچه کوچوک (به لاتین: Lake Kuchuk) یک دریاچه در روسیه است که در سرزمین آلتای واقع شده‌است.